# Domaine de Yodo
 (mai 2025).
Si vous disposez d'ouvrages ou d'articles de référence ou si vous connaissez des sites web de qualité traitant du thème abordé ici, merci de compléter l'article en donnant les références utiles à sa vérifiabilité et en les liant à la section « Notes et références ».

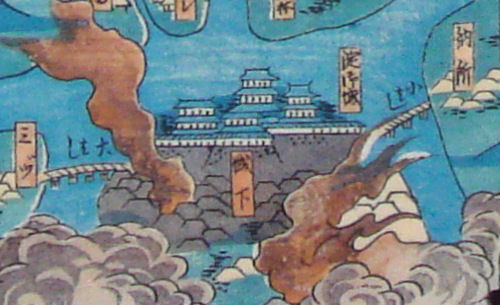
Château de Yodo.

Le domaine de Yodo (淀藩, Yodo-han) est un domaine féodal japonais de l'époque d'Edo et le seul à être situé dans la province de Yamashiro. Son château est situé aujourd'hui dans le quartier de Fushimi, à Kyōto.
Au cours de la bataille de Toba-Fushimi de 1868, le seigneur de Yodo donne son soutien au shogunat et s'allie aux forces impériales, allant jusqu'à refuser sa protection vis-à-vis de l'armée en déroute du shogun Yoshinobu Tokugawa.

## Liste des daimyos
- Clan Matsudaira (Hisamatsu) (shinpan daimyo ; 35 000 koku)

1. Sadatsuna

- Clan Nagai (fudai daimyo ; 100 000 → 736 000 koku)

1. Nagai Naomasa
2. Naoyuki

- Clan Ishikawa (fudai daimyo ; 60 000 koku)

1. Noriyuki
2. Yoshitaka
3. Fusayoshi

- Clan Matsudaira (Toda) (fudai daimyo ; 60 000 koku)

1. Mitsuhiro
2. Mitsuchika

- Clan Matsudaira (Ogyū) (fudai daimyo ; 60 000 koku)

1. Norisato

- Clan Inaba (fudai daimyo ; 102 000 koku)

1. Masatomo
2. Masatō
3. Masatsune
4. Masachika
5. Masayoshi
6. Masahiro
7. Masanobu
8. Masanari
9. Masaharu
10. Masamori
11. Masayoshi
12. Masakuni

## Source de la traduction
- (en) Cet article est partiellement ou en totalité issu de l’article de Wikipédia en anglais intitulé « Yodo Domain » (voir la liste des auteurs).